# Lapsus
Lapsus (del latín: lāpsus, -ūs [4.ª dec.], cuyo significado original es 'falta o equivocación cometida por descuido') alude a todo error o equivocación involuntaria de una persona, en tal sentido también se suele hablar de acto fallido.

## Definición y tipos de lapsus
Según el Diccionario de la lengua española (de la Real Academia Española) un lapsus es una falta o equivocación cometida por descuido.
Se diferencian tres tipos principales de lapsus:
- Lapsus calami ('resbalón del cálamo', es decir, de la pluma de escribir), que el DLE define como ‘error mecánico que se comete al escribir’.
  - Por extensión, se utiliza también la locución lapsus clavis ('lapsus de clave') —como una variedad de los lapsus calami— para significar los lapsus que ocurren cuando se mecanografía un texto y, que en algunos países también es conocido como «error de dedo» (y, con el avance de la tecnología, los que ocurren al escribir en el teclado de un ordenador, de un teléfono móvil o formas afines de comunicación, como también al presionar erróneamente el botón de un ratón de ordenador para pinchar erróneamente algo o algunas de las equivocaciones que pueden ocurrir al tocar una «pantalla inteligente» que funciona por dispositivos save touch).[n. 1]

- Lapsus linguae ('resbalón de la lengua'), son los lapsus cometidos al hablar.

- Lapsus mentis ('resbalón de la mente'): olvidos (generalmente momentáneos) o equivocaciones al intentar recordar.

## Explicaciones psicolingüísticas
Los errores en el habla los cometen todos los hablantes de forma ocasional. Se producen con mayor frecuencia cuando los hablantes están cansados, ansiosos o intoxicados. Durante una retransmisión en vivo por televisión o radio, por ejemplo, los hablantes no profesionales e incluso los locutores habituados cometen a menudo errores del habla porque tienen mucho estrés. Algunos oradores parecen ser más propensos a los errores del habla que otros. Por ejemplo, hay una cierta conexión entre la tartamudez y los errores del habla. Charles F. Hockett explica que «cada vez que un orador siente un poco de ansiedad por un posible lapsus, tenderá a centrar la atención más de lo normal en lo que acaba de decir y en lo que él está a punto de decir. Esto es un caldo de cultivo ideal para la tartamudez.»

## Proceso inconsciente del lapsus
A partir de Sigmund Freud, El término «lapsus» o «parapraxis» es muy usado en psicología y —especialmente— en psicoanálisis, designando una manifestación del inconsciente en forma de un equívoco que aparece en la expresión consciente.
Antes de Freud, uno de quienes más se interesó en el fenómeno de los lapsus fue el psicólogo Wilhelm Wundt, quien en su obra Psicología de la población observa dos fases en la constitución de los lapsus:

La primera posee una condición positiva [positiva aquí con el significado de algo que facilita al lapsus]: consistente en la producción libre y espontánea de asociaciones tonales y verbales provocadas por los sonidos enunciados [y que el sujeto escucha].
La segunda es una condición negativa consistente en la supresión o en la relajación del control de la voluntad y de la atención.

El aporte de Sigmund Freud fue enmarcar en un único concepto con el nombre alemán Fehlleistung ('acto fallido') a varios fenómenos similares (olvidos, actos motores, equivocaciones verbales y escritas) que tienen en común el constituir formaciones inconscientes. Específicamente, en el tema de los lapsus, Freud profundizó una descripción del mecanismo de su formación en su libro llamado Psicopatología de la vida cotidiana (1901), donde entrega una explicación de los lapsus linguae o actos fallidos de lengua (es decir, los que se expresan en la palabra hablada) y de los lapsus calami o equívocos de cálamo o pluma, es decir, los equívocos al escribir. Los primeros son tratados en el capítulo quinto de la obra citada, los segundos en el capítulo sexto de la misma obra.
En rigor la cuestión de los lapsus abarca a casi toda actividad humana en la que participan las funciones psíquicas superiores (principalmente —aunque no únicamente— aquellas en las que se encuentran involucradas las áreas subcorticales y basales, en las cuales se mantiene la memoria humana, y las áreas corticales de síntesis en el lóbulo frontal).
Por esto aunque sea bastante común hablar de lapsus calami y lapsus linguae, en lo concreto el «repertorio» de lapsus es bastante amplio (lapsus gestuales, olvidos y actos fallidos en general).
La explicación dada por Freud (y por el psicoanálisis en general) radica en el afloramiento de deseos inconscientes (generalmente producido en momentos de estrés, ansiedad, angustia o déficits de atención) cuando se relajan la censura, haciendo posible que lo reprimido retorne.
Lo reprimido consiste principalmente en un deseo desplazado o expulsado desde la consciencia hacia el sistema inconsciente por imperativos morales (en este caso ha sido el superyó la instancia que ha mantenido reprimido al deseo en lo inconsciente). Sin embargo, aun cuando la represión sea continuada, si el deseo reprimido posee la suficiente intensidad, en algún momento en que se relajan por fatiga las instancias censuradoras es cuando ocurre el lapsus.
Por otra parte, un elemento facilitador de lapsus está dado en las semejanzas (visuales, acústicas, etc.), ya sea produciendo una inhibición del tipo olvido (es el famoso caso de lapsus memoriae en el cual Freud no puede recordar el nombre de un pintor italiano —Signorelli— confundiendo a Botticelli con Boltraffio, ya que recordar a Signorelli le remitía a Boltraffio y esto le llevaba a evocar la muerte) ya sea provocando una expresión errónea. En tales casos todo parece indicar que un mecanismo neurológico facilitador (no ocasionador), por el cual suelen producirse diversos tipos de lapsus, es el de la coincidencia de vías nerviosas al intentar efectuar un acto que resulta fallido.
Recién hemos observado un caso de lapsus memoriae, el proceso de su formación en el psiquismo parece prácticamente el mismo para los otros tipos de lapsus.
En la citada Psicopatología de la vida cotidiana Freud menciona gran cantidad de ejemplos de lapsus, pero como los mismos son en idioma alemán, aquí se citarán dos ejemplos de lapsus linguae de los más sencillos mencionados por el creador del psicoanálisis: uno fue observado por el Dr. Stekel, el otro fue observado en el mismo Stekel:
Un profesor que se hacía cargo de una cátedra quiso decir: «Yo no me reconozco con los méritos de mi eminente predecesor» pero inconscientemente expresó: «Yo no estoy dispuesto a reconocer los méritos de mi eminente predecesor». Esto se vio facilitado por la paronomasia entre las palabras alemanas geneigt (que era la que se intentaba decir) y geeignet que fue la que se dijo.
Al mismo Stekel le ocurrió en el curso de una acalorada asamblea el decir: «Combatamos [streiten] ahora el cuarto punto del orden del día», cuando lo que intentó decir fue: «Abordemos [schreiten] ahora el cuarto punto del orden del día». Más allá de los diferentes efectores, los lapsus calami tendrían un proceso casi idéntico al de los ejemplos dados, en especial al de los lapsus linguae.
A los olvidos de palabras (muchas veces de nombres) se les caracteriza como un tipo de lapsus memoriae (resbalón u falta en lo que se intenta memorizar a partir de su nombre), Jung ha denominado tales olvidos de palabra dentro de un conjunto que ha llamado letológica, ya que en la antigua precristiana mitología griega Letos o Lete era la supuesta deidad infernal que provocaba amnesia en los muertos.